# Спасо-Преображенский женский монастырь (Самара)
Спасо-Преображенский монастырь — женский православный монастырь, существовавший в российском городе Самара в XVI—XVIII веках.

## История

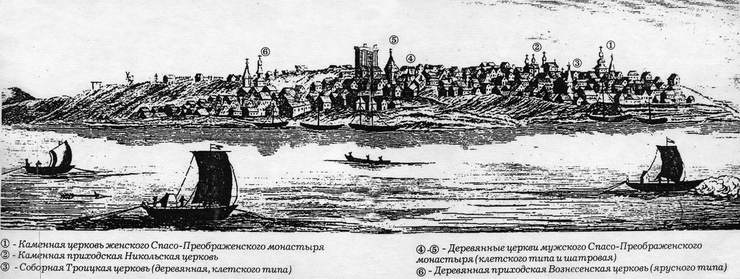
Гравюра Джона Кэстля. 1730-е годы

Точных сведений об основании монастыря не сохранилось. По сведениям исследователя истории монастырей Симбирской епархии К. И. Невоструева, монастырь существовал практически со времён основания крепости Самара.
Монастырь располагался возле западной стены деревянной самарской крепости, занимая небольшой холм, полого спускающийся к Волге, в районе современной улицы Кутякова.
В отличие от одноимённого мужского монастыря женский не имел никаких угодий, крестьян, земель и прочего. Содержался он на государственное жалование монахиням: (25 алтын в год на человека) и пожертвования от населения. В 1715 году в нём проживало 27 человек. В 1741 году постановлением Святейшего Синода для монастыря был установлен штат в 16 монахинь, а также определены новые оклады: 1 рубль 50 копеек игуменье, и монашкам по 75 копеек, а также хлеба и овса по две четверти. Позднее вместо овёс и хлеб заменили деньгами из расчёта 60 копеек за четверть ржи и 40 копеек за четверть овса. Игуменьями монастыря в период с 1718 по 1764 год были Иустинья Андреева, Иулиания, Александра, Параскева и Феодора.
26 февраля (8 марта) 1764 года вышел указ  Екатерины II «О разделении церковных имений…» и в том же 1764 году монастырь был упразднён, а монашки переведены в Симбирский Спасский монастырь.

## Монастырские храмы

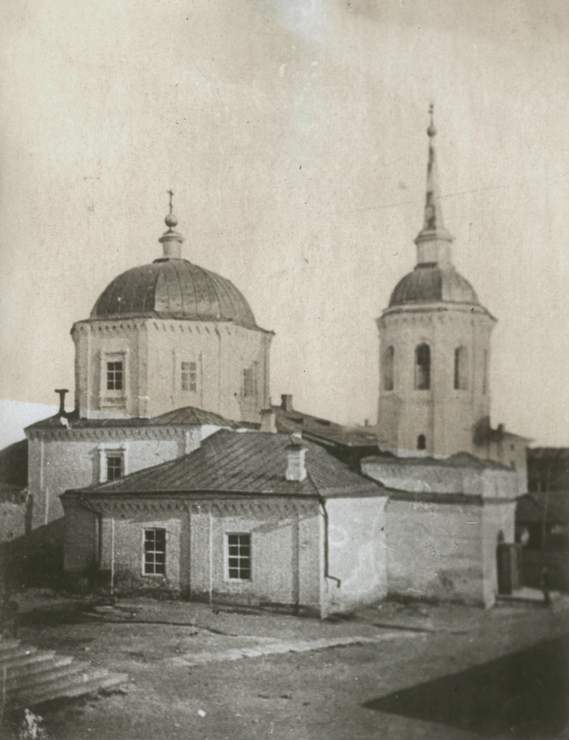
Спасо-Преображенский храм. Фотография 1875 года

В 1685 году в монастыре была построена каменная церковь во имя Преображения Господня, и, скорее всего, эта церковь была не первой. Церковь строилась жителями Самары. Храм был небольшим: 10 саженей в длину, 5,5 в ширину и 11 в высоту, построен по классической схеме для русских церквей: восьмерик на четверике и с купольным завершением. Внешние углы восьмерика были обработаны трёхчетвертными колонками и широкими лопатками, характерными для XVII века. Для улучшения акустики храма в купол были вделаны специальные голосники, один из которых находится ныне в областном музее имени П. В. Алабина. В 1745 году к храму был пристроен также каменный придел во имя Благовещения Пресвятой Богородицы. Предположительно тогда же была возведена трапезная, соединившая храм с колокольней. По описи 1764 года, сделанной прапорщиком Середолиным, в монастыре имелась каменная колокольня с пятью колоколами. Восточным фасадом церковь выходила на Хлебную площадь, где напротив стоял Казанско-Богородицкий собор. На неё ориентировалась первая самарская улица — Большая (Преображенская), идущая вдоль Волги.
После закрытия монастыря храм стал приходским, но из-за малочисленности прихода был приписан к Троицкому собору. В 1772 году он стал вновь самостоятельным приходом. В период с 1834 по 1843 год церковь вновь считалась приписной к Казанскому собору. Здание страдало от пожаров, восстанавливалось и перестраивалось. Долгие годы оно было старейшим зданием в Самаре, пока в 1952 году не было снесено при строительстве моста через реку Самара. Облик храма запечатлён на различных фотографиях и открытках. Самое раннее известное изображение — гравюра английского художника Джона Кэстля 1730-х годов, на ней церковь показана с деревянным навершием: луковичной главкой над основной церковью и вытянутым шатром над колокольней.